# 阿登地区拉罗什

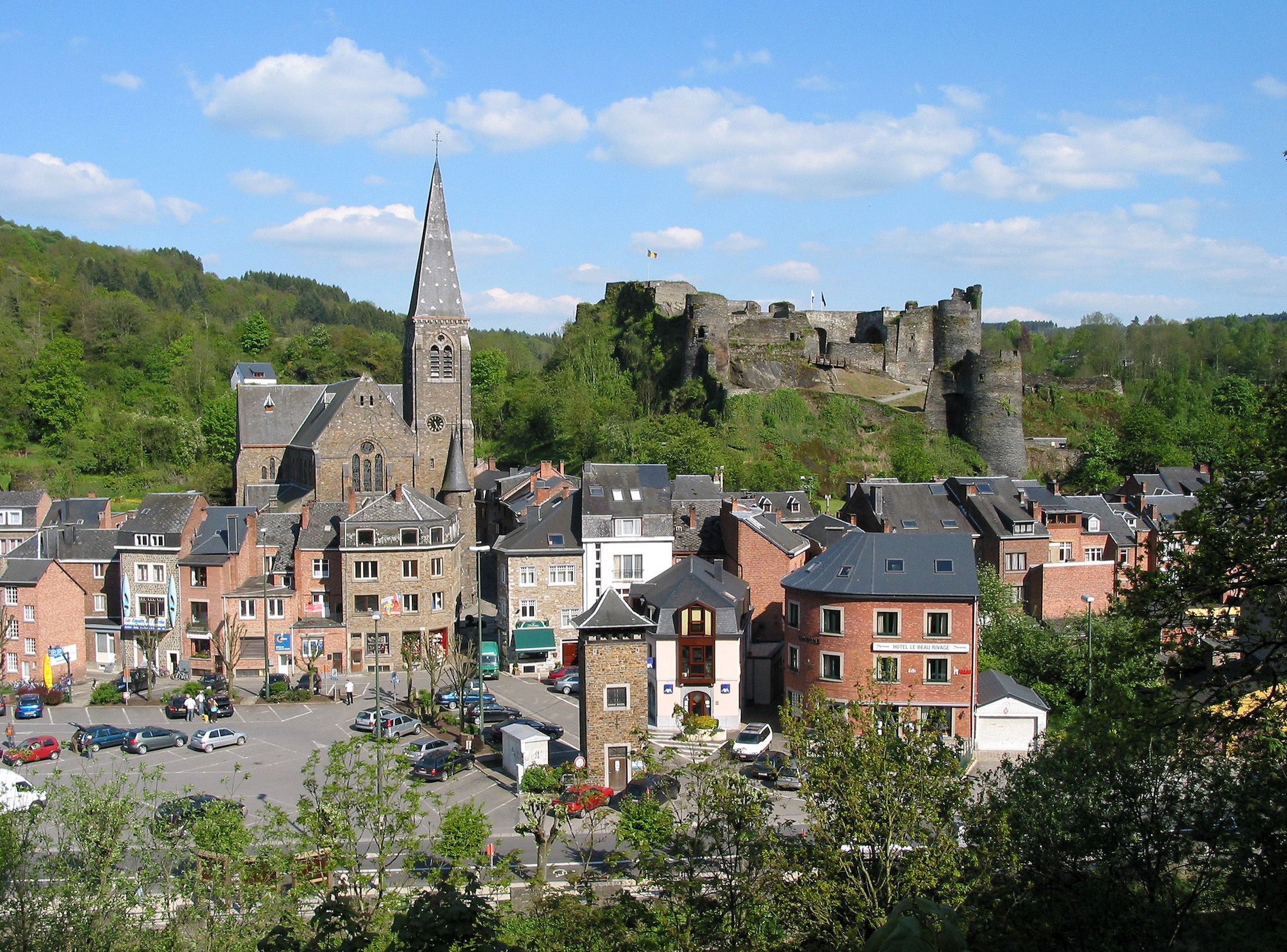
拉罗什昂阿登

阿登地区拉罗什（法語：La-Roche-en-Ardenne）是位于比利时卢森堡省东部阿登地区的一座城市，人口4,348（2007年）。